# Franco Rosi
Franco Rosi, pseudonimo di Emilio Eros De Rosa (Roma, 28 gennaio 1944 – Magenta, 17 febbraio 2019), è stato un imitatore italiano.

## Biografia
Iniziò la sua carriera di imitatore lavorando con Cino Tortorella (che scelse per lui il nome d'arte di Franco Rosi) e Mike Bongiorno, con cui lavorò nel 1964 nella trasmissione La fiera dei sogni. Nel 1969-1970 prende parte a La domenica è un'altra cosa, spettacolo televisivo della domenica pomeriggio, presentato da Raffaele Pisu, con tra gli altri, anche Ric e Gian. Nel 1971 partecipò al film Venga a fare il soldato da noi di Ettore Maria Fizzarotti, con Franco Franchi, Ciccio Ingrassia, Nino Taranto e Gianni Nazzaro
Nel 1974 è a fianco di Raimondo Vianello in Tante scuse, dove interpreta il ruolo di commentatore sportivo nello sketch del ciclista Birocci, rappresentando una divertente parodia del celebre Adriano De Zan. È conosciuto per la sua partecipazione alla trasmissione televisiva Superclassifica show (era la voce di Oscar, il Supertelegattone), e per la sua collaborazione con Mike Bongiorno nelle trasmissioni Flash e Giromike.
Sono particolarmente ricordate le sue imitazioni di Luciano Salce, Enrico Montesano, Fred Bongusto, Franco Franchi, Mike Bongiorno e del cantante Pupo. Rosi ha collaborato poi con Carmen Chiaro, vincitrice del premio "Alighiero Noschese", ed ha fondato a Milano il "Laboratorio voci".
Nel 1987, su proposta di Bettino Craxi, venne incluso tra i membri dell'Assemblea nazionale del PSI. Da anni residente a Cascinazza, frazione di Robecco sul Naviglio, è morto all'ospedale di Magenta, il 17 febbraio 2019, all'età di 75 anni. A Robecco, dopo due giorni, si sono svolti i funerali. È sepolto nel locale cimitero.

## Discografia

### 45 giri
- 1971 - Serenata disperata/Bobo no, Laura no (Dischi Ricordi, SRL 10.644)
- 1981 - Supertelegattone/Supertelegattone (strumentale) (Dischi Ricordi, SRL 10.953)